# Hans-Werner Bussinger
Hans-Werner Bussinger (* 5. April 1941 in Frankfurt am Main; † 19. September 2009 in Berlin) war ein deutscher Schauspieler und Synchronsprecher.

## Leben und Karriere
Hans-Werner Bussinger machte eine Ausbildung an der staatlichen Hochschule für Musik und Kunst in Hamburg, wo er auch seine Anfängerjahre im Schauspielgeschäft verbrachte. Seit 1962 hatte er zahlreiche Theaterengagements – zuerst am Hamburger Thalia-Theater. Es folgten Verpflichtungen an den Kieler Landesbühnen. Später war er freischaffender Schauspieler an großen Theatern in Berlin, Frankfurt, Hamburg und Dresden. Herausragenden Erfolg hatte er insbesondere 1993 am Hansa-Theater Berlin als Don Camillo unter der Regie von Klaus J. Rumpf in der von Sabine Thiesler dramatisierten Fassung des Romans Don Camillo und Peppone von Giovannino Guareschi. Er war unter anderem auch als Dozent am Schiller College in Berlin tätig.
Im Fernsehen war Bussinger unter anderem 1977 in der 13-teiligen Fernsehserie Es muß nicht immer Kaviar sein und von 1997 bis 2008 in der Familienserie Unser Charly als Kommissar Paschke zu sehen. 1984 hatte er einen Auftritt als Tatort-Kommissar Rullmann.
Er besaß eine der prägnantesten deutschen Synchronsprecherstimmen und sprach in den 1990er Jahren (als Nachfolger von Arnold Marquis) Jack Klugman in der Rolle des Dr. Quincy in der Serie Quincy. Frühe Arbeiten schlossen die Synchronisation Gian Maria Volontès in den Dollar-Filmen Sergio Leones ein; in den 1980er Jahren übernahm er die Rolle des Blake Carrington, gespielt von John Forsythe, in der Serie Der Denver-Clan. Er synchronisierte den Schauspieler John de Lancie, als wiederkehrender Charakter des Q in den Star-Trek-Fernsehserien sowie die Rolle des Donald Margolis in der Serie Breaking Bad. Hans-Werner Bussinger lieh seine Stimme ebenfalls dem Erfinder „Maestro“ in Es war einmal … die Entdeckung unserer Welt aus der Es war einmal …-Reihe.
Des Weiteren war er die deutsche Stimme von Lee Majors in Ein Colt für alle Fälle. Die letzte Serienrolle, der er seine markante Stimme lieh, war die des Dr. Walter Bishop in der ersten Staffel von Fringe – Grenzfälle des FBI. Bussinger war auch der Sprecher des Oberbonzen Pi Pa Po in der Zeichentrickserie Jim Knopf, des Königs Neptun im SpongeBob Schwammkopf Film und des Mantarochen in SpongeBob Schwammkopf, des Polidori in Die Schule der kleinen Vampire (nur in der 1. Staffel) und des Cy Tolliver, gespielt von Powers Boothe, in der Fernsehserie Deadwood. Er war außerdem die deutsche Synchronstimme von Martin Shaw in der britischen Fernsehkrimiserie George Gently – Der Unbestechliche. In zahlreichen Hörspielen war seine Stimme ebenfalls präsent.
Zuletzt lieh er der Werbefigur „Günther Schild“ seine Stimme: Er sprach die Schildkröte, die im Auftrag der Deutschen Finanzagentur für Bundeswertpapiere wirbt, in mehreren Fernsehspots.
Hans-Werner Bussinger starb am 19. September 2009 in Berlin nach schwerer Krankheit im Alter von 68 Jahren.

## Filmografie (Auswahl)
- 1968: Heimlichkeiten
- 1969–71: Familie Bergmann (neunteilige Fernsehserie, alle Folgen)
- 1970: Die Feuerzangenbowle
- 1972: Hamburg Transit – Unfall im Yachthafen
- 1972: Geliebter Mörder
- 1973: Tatort – Cherchez la femme oder Die Geister vom Mummelsee
- 1973: Lokaltermin (Fernsehserie) – Der Amokfahrer
- 1975: Kommissariat 9 – Potemkin lässt grüßen
- 1977: Es muß nicht immer Kaviar sein (Fernsehserie, 2 Folgen)
- 1977: Der Weilburger Kadettenmord
- 1979: Kläger und Beklagte (Fernsehreihe)
- 1981: Nach Mitternacht
- 1984: Tatort – Rubecks Traum
- 1984: Die Wannseekonferenz
- 1988: A.D.A.M.
- 1988: Tatort – Die Brüder
- 1988: Tatort – Schuldlos schuldig
- 1992: Cosimas Lexikon
- 1994: Das Traumschiff – Dubai
- 1995: Nich’ mit Leo
- 1997: Tatort – Akt in der Sonne
- 1997–2008: Unser Charly (Fernsehserie, 36 Folgen)

## Synchronrollen (Auswahl)
Richard Jenkins
- 1998: Verrückt nach Mary als Psychiater
- 2001: Ohne Worte als Walter Wingfield
- 2002: Schwere Jungs als Emmett Cook
- 2003: Ein (un)möglicher Härtefall als Freddy Bender
- 2005: Wo die Liebe hinfällt als Earl Huttinger
- 2007: Operation: Kingdom als James Grace

Michael Ironside
- 1987: Ausgelöscht als Maj. Paul Hackett
- 1998: Captive – Ein kaltblütiger Plan als Detective Briscoe
- 2000: Der Sturm als Bob Brown
- 2008: Unter Kontrolle als Captain Billings

John Lithgow
- 1993: Cliffhanger – Nur die Starken überleben als Qualen
- 1994: Stummer Schrei als Dr. Harlinger
- 2000: Don Quichotte als Don Quixote de La Mancha / Alonso Quixano
- 2002: Nix wie raus aus Orange County als Bud Brumder

Leslie Nielsen
- 1994: Bad Golf My Way als Leslie Nielsen
- 1995: Bad Golf Made Easier als Leslie Nielsen
- 1997: Die Gartenkanone als Leslie Nielsen
- 1997: Leslie Nielsen’s Stupid Little Golf Video als Leslie Nielsen

Ian McNeice
- 2000: Frank Herbert’s Dune – Der Wüstenplanet als Baron Wladimir Harkonnen
- 2003: Frank Herbert’s Children of Dune als Baron Wladimir Harkonnen
- 2004: White Noise – Schreie aus dem Jenseits als Raymond Price
- 2004: In 80 Tagen um die Welt als Colonel Kitchener

Rob Reiner
- 1977: Es brennt an allen Ecken als Russell Fikus
- 1987: Schmeiß’ die Mama aus dem Zug! als Joel
- 2003: Alex & Emma als Morty

Robert Duvall
- 1988: Colors – Farben der Gewalt als Off. Bob Hodges
- 1991: Die Lust der schönen Rose als Daddy Hilyer
- 1995: Der scharlachrote Buchstabe als Roger Chillingworth

Terence Stamp
- 1993: Karen McCoy – Die Katze als Jack Schmidt
- 1999: The Limey als Wilson
- 2003: Partyalarm – Finger weg von meiner Tochter als Jack Taylor

R. Lee Ermey
- 2001: Taking Sides – Der Fall Furtwängler als General Wallace
- 2003: Willard als Mr. Martin
- 2006: The Texas Chainsaw Massacre: The Beginning als Charlie Hewitt, Jr./ Sheriff Hoyt

Alain Delon
- 1973: Die Löwin und ihr Jäger als Richter Pierre Larcher
- 1975: Flic Story – Duell in sechs Runden als Roger Borniche

Joe Don Baker
- 1973: Der große Coup als Molly
- 1992: Ein ehrenwerter Gentleman als Olaf Andersen

Bruce Dern
- 1976: Won Ton Ton – der Hund, der Hollywood rettete als Grayson Potchuck
- 1988: Lost World – Die letzte Kolonie als Ethan

David Warner
- 1979: Schwingen der Angst als Phillip Payne
- 1994: Felony – Die CIA-Verschwörung als Cooper

Lee Majors
- 1981–1986: Ein Colt für alle Fälle als Colt Seavers
- 2007: Ben 10 – Wettlauf gegen die Zeit als Opa Max

Tom Selleck
- 1983: Höllenjagd bis ans Ende der Welt als Patrick O'Malley
- 1984: Runaway – Spinnen des Todes als Sgt. Jack R. Ramsay

Steve Martin
- 1983: Der Mann mit zwei Gehirnen als Dr. Michael Hfuhruhurr
- 1986: Drei Amigos! als Lucky Day

Richard Chamberlain
- 1985: Quatermain – Auf der Suche nach dem Schatz der Könige als Allan Quatermain
- 1987: Quatermain 2 – Auf der Suche nach der geheimnisvollen Stadt als Allan Quatermain

Rip Torn
- 1987: Nadine – Eine kugelsichere Liebe als Buford Pope
- 2004: Eulogy – Letzte Worte als Edmund Collins

Lance Henriksen
- 1989: Horror House – House 3 als Det. Lucas McCarthy
- 2002: Unspeakable als Jack Pitchford

F. Murray Abraham
- 1996: Kinder der Revolution als Josef „Onkel Joe“ Stalin
- 2003: Der Tag, an dem Aldo Moro starb als Entitá

Brian O’Shaughnessy
- 1998: Operation Delta Force II als Adm. Norman Henshaw
- 1999: Operation Delta Force III als Adm. Norman Henshaw

Jon Voight
- 1999: Varsity Blues als Coach Bud Kilmer
- 2007: Das Vermächtnis des geheimen Buches als Patrick Gates

### Filme
- 1969: Bernard Bresslaw in Das Total verrückte Campingparadies als Bernie Lugg
- 1973: George Eastman in Scalawag als Don Aragon
- 1974: William Lucking in Die wilden Schläger von Rockers Town (1969) als Gippo
- 1974: Alberto de Mendoza in Ein Unbekannter rechnet ab als Otto Martino
- 1975: Gian Maria Volonté in Für eine Handvoll Dollar als Ramón Rojo
- 1976: Graham Chapman in Die Ritter der Kokosnuss als König Artus
- 1977: George Tobias in Die Braut kam per Nachnahme (1941) als Pee Wee
- 1979: Armand Assante in Die Prophezeiung als John Hawks
- 1979: Robert Kerman in Das Concorde Inferno als Chief Operater Kelman
- 1981: Charles Cyphers in Halloween II – Das Grauen kehrt zurück als Sheriff Leigh Brackett
- 1981: George Segal in Eine schöne Bescherung als Walter Whitney
- 1986: Ed Lauter in Die Stunde der Cobras – 3:15 als Moran
- 1987: Wayne Knight in Dirty Dancing als Stan
- 1988: Michael Caine in Genie und Schnauze als Sherlock Holmes
- 1989: Dominic Barto in Auch die Engel mögen’s heiß als Barabas Smith
- 1990: Stacy Keach in Pretty Woman als Senator Adams
- 1992: Jeffrey Jones in Höllische Spiele als Spike
- 1993: Dan Lauria in Die Tragödie von Waco als Bob Blanchard
- 1998: Steve King in Auf der Jagd als 727 Pilot
- 1998: Denis Arndt in Kollision am Himmel als Frank Wyatt
- 1999: Jeffrey DeMunn in Der Sturm des Jahrhunderts als Robbie Beals
- 2000: Gil Gerard in Die Abrechnung – Eine Tochter kehrt heim als Jesse Conner
- 2000: André Penvern in Amazone als Colonel de Villeneuve
- 2000: Fred Ward in The Crow 3 – Tödliche Erlösung als Der Kapitän
- 2001: George DiCenzo in Verführe mich! als Byron Blades
- 2003: Scott Wilson in Last Samurai als Botschafter Swanbeck
- 2004: Kevin Cooney in Girls United Again als Dean Sebastian
- 2004: Jeffrey Tambor in Der SpongeBob Schwammkopf Film als König Neptun
- 2006: Edward Herrmann in Relative Strangers als Doug Clayton
- 2007: Tom Wilkinson in Cassandras Traum als Howard
- 2008: Dennis Farina in Love Vegas als Richard Banger

### Serien
- 1983–1990: John Forsythe in Der Denver-Clan als Blake Carrington
- 1981–1982: Ed Bruce in Bret Maverick als Tom Guthrie
- 1987–2001: John de Lancie in Star Trek als Q
- 1989: Jon Polito in Crime Story als Phil Bartoli
- 1999–2002: Angela Anaconda als Mrs. Brinks
- 1999–2009: als Mantarochen in SpongeBob Schwammkopf (1. Stimme)
- 2004: Kevin Michael Richardson in Barbaren-Dave als Oswich
- 2004: Motomu Kiyokawa in Neon Genesis Evangelion (1. Synchronfassung) als Kouzou Fuyutsuki
- 2006: Kōji Yada in Dragon Ball GT als Dr. Gero
- 2007–2010: Barry Corbin in One Tree Hill als Coach Whitey Durham
- 2008: John Noble in Fringe – Grenzfälle des FBI als Dr. Walter Bishop
- 2009–2010: John de Lancie in Breaking Bad als Donald Margolis

## Hörspiele (Auswahl)
- Jacques Futrelle/Michael Koser: Professor van Dusen ermittelt (12. Folge: Stimmen aus dem Jenseits), als Erbprinz Amadeus Heinrich, Regie: Rainer Clute (RIAS Berlin 1980)[7]
- Michael Koser: Professor van Dusen ermittelt (55. Folge: Professor van Dusen und der Mord im Club), als King Cole Boloski, Regie: Rainer Clute (RIAS Berlin 1986)[7]
- Benjamin Blümchen: Benjamin als Ritter (Folge 42), als Eduard Blechmann (Fabrikbesitzer)
- Benjamin Blümchen: Benjamin als Gespenst (Folge 83), als Herr V. Knoblauch (Fremdenführer)
- Bibi Blocksberg: Die verhexte Hitparade (Folge 27), als Herr Crawalli (Musikproduzent)
- Bibi Blocksberg: Bibi und die Vampire (Folge 40), als Frank Frankenstein (Besitzer eines Gruselhotels)
- Bibi Blocksberg: Bibi wird entführt (Folge 51), als Pille
- Bibi Blocksberg: Bibi und Dino (Folge 59), als Nino Saurus (Leiter einer Saurierausstellung)
- Bibi Blocksberg: Der Geisterkater (Folge 60), als Rudolpho Raubein (Geisterkater)
- Bibi und Tina: Der Millionär (Folge 24)
- Spongebob Schwammkopf 15 (das Original-Hörspiel zur TV-Serie) als Mantarochen (Episode: Heldenhafte Urlaubsvertreter)
- Die Alchimistin
- Gruselkabinett: Dr. Jekyll & Mr. Hyde (Folge 10), Der Fall Charles Dexter Ward (Folge 24 + 25), Der Leichendieb (Folge 27)
- Gabriel Burns: Nachtkathedrale (Folge 5) als Inspector Lubbers, Die Totenmaschine (Folge 6) als Lee Sung-Joo
- Dorian Hunter: Freaks (Folge 6) als Frank Leary

## Videospiele
- Drakensang: als Rakorium
- Kingdom Hearts 2: als Ansem der Weise

## Auszeichnungen
- 2004: Deutscher Preis für Synchron in der Kategorie Herausragende männliche Synchronarbeit in dem Film Invasion der Barbaren